# Сандерленд, Зак
Зак Сандерленд (англ. Zac Sunderland; родился 29 ноября 1991 года) — на протяжении 6 недель был самым молодым человеком, совершившим одиночное кругосветное путешествие под парусом, а также первый, кто сделал это в возрасте до 18 лет. Он вернулся в порт отправки Марина дель Рей (Калифорния) 16 июля 2009 года.
27 августа 2009 года этот титул перешел к англичанину Майклу Перхэму[en], завершившему парусную кругосветку в возрасте 17 лет и 164 дня. Ранее этот рекорд принадлежал австралийцу Дэвиду Диксу[en].

## Путешествие
На все свои сбережения — 6000 долларов, он купил 36-футовую парусную яхту типа Islander и с помощью своего отца-кораблестроителя переоборудовал её для кругосветного путешествия.
14 июня 2008 года Сандерленд из Таузанд-Окс, Калифорния, отплыл из Марина дель Рей на своём 36-футовом паруснике «Intrepid», чтобы проплыть вокруг земного шара. Вдохновлённый книгой «Dove»[en] (1974 г.) путешественника Робина Ли Грэхема[en], юноша спланировал совершить одиночное кругосветное путешествие и вернуться в Калифорнию в апреле 2009 года, однако из-за задержек в пути он вернулся лишь к 16 июля. Организация WSSRC[en], отмечающая рекорды скорости парусных судов, поздравила Сандерленда, но признавать его рекорд отказалась: в соответствии с требованиями организации Зак должен был обогнуть мыс Горн, не делать остановок, не использовать двигатель, а также не прибегать к сторонней помощи.
Сестра Зака, Эбби Сандерленд, собирается вернуть рекорд. В октябре 2009 года ей исполняется 16 лет, а в ноябре она планирует начать кругосветное путешествие, которое должно занять по расчетам 6 месяцев.